# Klaus Heidegger
Klaus Heidegger (ur. 19 sierpnia 1957) – austriacki narciarz alpejski. Nigdy nie wystąpił na żadnych igrzyskach ani na mistrzostwach świata. Najlepsze wyniki w Pucharze Świata osiągnął w sezonie 1976/1977 kiedy to zajął drugie miejsce w klasyfikacji generalnej, drugie w klasyfikacji slalomu, a w klasyfikacji giganta był trzeci.

## Sukcesy

### Puchar Świata

#### Miejsca w klasyfikacji generalnej
- 1975/1976 – 20.
- 1976/1977 – 2.
- 1977/1978 – 4.
- 1978/1979 – 30.
- 1979/1980 – 32.
- 1980/1981 – 98.
- 1982/1983 – 46.
- 1983/1984 – 41.
- 1984/1985 – 34.
- 1985/1986 – 49.

#### Zwycięstwa w zawodach
1. Wengen – 15 stycznia 1978 (slalom)
2. Kitzbühel – 22 stycznia 1978 (slalom)
3. Voss – 17 marca 1977 (gigant)
4. Furano – 27 lutego 1977 (slalom)
5. Garmisch-Partenkirchen – 9 stycznia 1977 (gigant)